# Coelogyne pholidotoides
Coelogyne pholidotoides é uma espécie de orquídea epífita, família Orchidaceae, originária de Borneu.